# SME-Tonarm
Als SME-Tonarm wird eine Serie von Tonarmen bezeichnet, die von der britischen Firma SME (Akronym für Scale Model Equipment Company Ltd.) gefertigt werden. Die bekanntesten sind die Radial-Tonarme SME 3009 und 3012, die Ende der 1950er Jahre entwickelt und über Jahrzehnte gebaut wurden. Der 3012 wird unter anderem Namen (M2-12R) auch im Jahre 2011 noch gebaut.
Der als Einzelprodukt auf einen tonarmlosen Schallplattenspieler montierbare und mit einem Tonabnehmer freier Wahl zu bestückende Arm war häufig Bestandteil von HiFi-Anlagen aus Einzelkomponenten, nicht selten im jeweiligen High-End-Bereich angesiedelt, und galt in den 1960er Jahren als bester Tonarm der Welt.
Es gibt ihn in zwei Versionen: 9 und 12 Zoll lang, daher die Namen 3009 und 3012. Deutlich weiter verbreitet war ursprünglich die 9-Zoll-Version, da beim 12-Zöller mehr Raum auf dem Plattenspielerchassis bzw. in der -zarge benötigt wird. 2011 wird nur noch die 12-Zoll-Version vom Hersteller beworben.

## Geschichte
Entwicklung und Produktionsbeginn liegen im Ende der 1950er Jahre. 1972, im Entwicklungsstand Series II genannt, endete vorerst die Herstellung, wurde aber später wieder aufgenommen (Improved) und dauerte bis 2004. Die zuletzt gebaute R-Version war schwerer und umfasste auch eine 10-Zoll lange Ausführung.
Der Tonarm und seine Nachfolger war bzw. ist im spezialisierten Handel zu vierstelligen Euro-Preisen zu kaufen. Die Produktgeschichte umfasst über 50 Jahre ohne wesentliche konstruktive Änderungen. Der M2-12R ist eine andere Bezeichnung des 3012 und wird auch heute noch produziert und vertrieben.

## Bauweise
Auf einer Grundplatte mit mehreren Verstellmöglichkeiten ist wie bei allen konventionellen (nicht tangential arbeitenden) Tonarmen eine vertikale Achse angebracht, um die der Arm geschwenkt werden kann. Beim Abspielen folgt der Arm der Bewegung um diese Achse. Die Achse ist um mindestens 60 mm höhenverstellbar.
Um den Tonabnehmer mit der Abtastnadel absenken und auch heben zu können, ist der Arm in einem waagerecht angebrachten Lager schwenkbar. Hierzu steht eine kleine hydraulische handbetätigte Einrichtung zur Verfügung. In späten Baureihen dient das Hydrauliköl auch zur Schwingungsdämpfung. Um das Gewicht des Arms und des Tonabnehmers auszugleichen, und um zugleich eine konstante reproduzierbare Auflagekraft (typischerweise zwischen 10 und 25 Millinewton, entsprechend 1,0 und 2,5 Gramm) einzustellen, sind an der über die Achse hinausragenden Stelle Ausgleichsgewichte angebracht. Für die Lateralbalance gibt es einen Ausleger mit separatem Gewicht. Alle diese Teile sind massiv ausgeführt.
Der eigentliche Arm ist J-förmig und besteht bei der Series I aus einem dünnen Edelstahlrohr (Dicke 0,25 mm), bei der Series II aus einem polierten, hell eloxierten Aluminiumrohr (Dicke 0,56 mm). Erreicht wird so eine effektive Masse von 12,5 g (3009) bzw. 14 g (3012). Prinzipbedingt ist beim kürzeren Tonarm der Spurfehlwinkel etwas größer.
Der Träger für den Tonabnehmer ist gelocht. Der mechanische und elektrische Anschluss vom Arm zu Träger und Tonabnehmer ist nicht nach dem verbreiteten Halbzoll-Standard, sondern nach dem SME-Standard ausgeführt.
Als einer der ersten Tonarme überhaupt war der SME mit einer Antiskating-Einstellung ausgerüstet. Diese bestand aus einem kleinen Gewicht, das über einen Nylonfaden an einer oberhalb der Gegengewichte angebrachten langen Achse mit 10 Kerben eine Gegenkraft ausübte. Ab Version Series II wurde das Gewicht mit einer kleinen Rolle umgelenkt; vorher lief der Faden durch eine Öse.
Die Bauserie Improved wurde auch vergoldet angeboten.

## Hersteller
Hersteller ist die 1946 unter dem Namen The Scale Model Equipment Company Limited gegründete Firma SME. Der Gründer hieß Alastair Robertson-Aikman. In den 1950ern wurde der Schwerpunkt zu feinmechanischen Produkten verlagert. 1959 wurde ein Versuchsmodell für einen Tonarm gebaut, der zunächst vom Firmengründer privat eingesetzt wurde. Das Modell fand Zuspruch bei Bekannten mit Kontakten zur Audio-Industrie, und im September 1959 begann die Produktion mit zunächst 25 Stück pro Woche.
Die Firma wurde in SME Limited umbenannt und fertigt Laufwerke (Plattenspieler) und Tonarme.

## Vermarktung
Es gab einige wenige Komplettsysteme, also Plattenspieler mit bereits montiertem SME-Arm, beispielsweise den Braun PCS 52 oder die Thorens-Modelle 124 und 125. Möglich ist aber die Kombination mit nahezu beliebigen anderen Laufwerken. Eine Zeitlang arbeitete SME mit der Firma Shure zusammen; diese Modelle tragen auf dem Tonabnehmer-Träger (Headshell) den Namen Shure. Diese Modelle werden auch als Shure SME Tonarm bezeichnet, wobei der Beitrag der Firma Shure in der Lieferung des Tonabnehmers bestand.
Zum Lieferumfang des Tonarms gehörten immer ausführliche Bedien- und Justieranleitungen und Schablonen. Meist übernahm ein Fachgeschäft die Montage und Einstellung. Im Gebrauchthandel sind viele Kombinationen aus zeittypischen Laufwerken und den diversen SME-Versionen zu finden.
Der heutige Ladenpreis, der meist bei Versandhändlern gefordert wird, liegt um 1.700 Euro. Hierin sind keinerlei Montagearbeiten eingeschlossen. Auch die Versorgung mit Ersatzteilen ist sichergestellt.
Neben den „Klassikern“ 3009/3012 baut die Firma SME noch andere Tonarme, die sich aber in der Modellbezeichnung abheben: 309 und 312 sind die Bezeichnungen für die kurze bzw. lange Version. Daneben gibt es je ein Modell IV und V und die Reihe M2.